# Handi'chiens
Handi'chiens — anciennement Association nationale d'éducation de chiens d'assistance pour personnes handicapées, ANECAH, — est une association reconnue d'utilité publique française dont l'objectif vise à former et à remettre gratuitement des chiens d'assistance,. Ces chiens reçoivent une éducation spécifique afin de pouvoir aider dans leur vie quotidienne leurs maîtres, lesquels se trouvent en situation de handicap mental ou physique ou psychique sans déficience majeure de l'acuité visuelle,.
Créée en 1989, sous l'impulsion de Marie-Claude Lebret, selon le modèle des Canine Companions for Independence (en),, Handi'chiens dispose désormais de treize délégations ainsi que de quatre centres d'éducation respectivement répartis à Alençon (Orne), Marcy-l'Étoile près de Lyon (Rhône), Saint-Brandan près de Saint-Brieuc (Côtes-d'Armor) et Vineuil près de Blois (Loir-et-Cher).

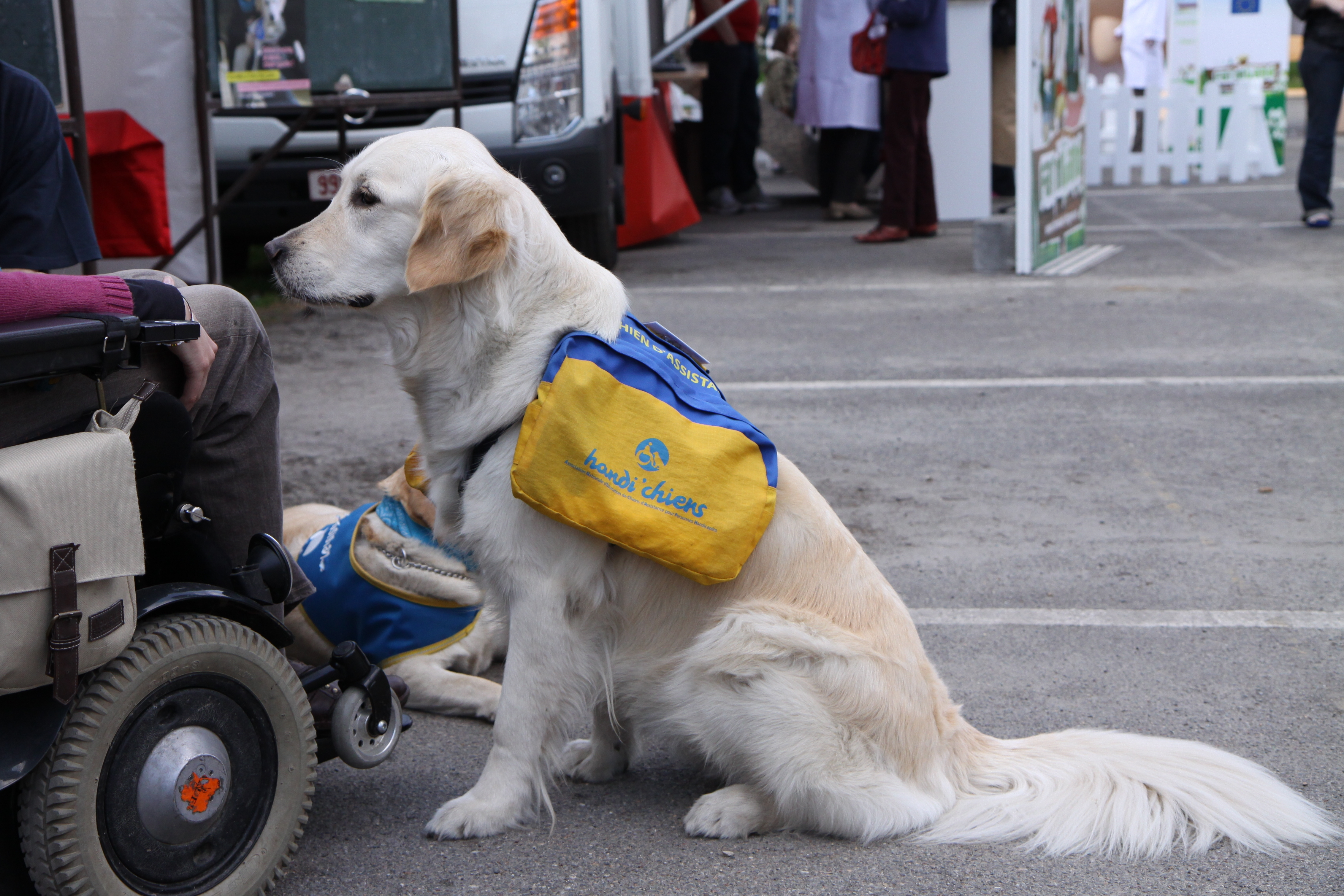
Chien d'assistance, de l'association Handi'chiens, destiné aux personnes en situation de handicap mental ou physique ou psychique sans déficience majeure de l'acuité visuelle.

## Historique
Le premier centre d'éducation pour chiens d'assistance est fondé à Alençon en 1989,, par Marie-Claude Lebret,,, dans le cadre d'un projet d'action éducative du Lycée professionnel Agricole d'Alençon,. Le concept des chiens d'assistance est importé des États-Unis, et basé sur le système helper dogs, formés par la Canine Companions for Independence (en)(CCI),,, :

« Ces chiens « suivent des cours » pour apprendre à assister les handicapés mentaux et physiques dans leur vie quotidienne. Certains sont spécialisés dans l'aide aux sourds : éduqués pour réagir à certains bruits familiers à la place du maître, ils jouent un rôle d'avertisseur. Les Britanniques, en particulier, ont commencé de se spécialiser dans ces « chiens écouteurs ». Last but not least, le chien peut être aussi un « aide-thérapeute » pour les enfants autistes (en), ou schizophrènes, en leur apportant un fort soutien affectif […] En France, fin des années 1980, on connaît les chiens guides d'aveugles, pas les chiens d'assistance aux infirmes. »

Le 18 avril 2001 est inauguré le centre d'éducation de Lyon, grâce au Docteur Nicole Bru. Le centre de Saint-Brandan est créé en janvier 2003 grâce au Député des Côtes d'Armor, Marc Le Fur et au Docteur Hélène Bost-Hourticq, Présidente d'Handi'chiens entre 1994 et 2008. Il est inauguré en novembre 2003 par Bernadette Chirac.
Chaque centre d'éducation est labellisé par une commission composée de représentants du Ministère de la Santé et de l'Agriculture selon les conditions définies par le décret no 2005-1776 du 30 décembre 2005. L'association Handi'chiens est la seule à bénéficier de ce label pour les chiens d'assistance. Celui-ci permet aux personnes handicapées moteur de bénéficier d'une aide animalière prévue par la loi de février 2005.
En 2010, l'association Handi'chiens reçoit le prix spécial du jury lors du concours Autonomic Innov du salon Autonomic Paris, prix qui récompense les principales innovations au service de l'amélioration de la qualité de vie des personnes en situation de handicap et des personnes âgées dépendantes.
Par décret du 7 mars 2012, l'association est reconnue d'utilité publique et en mars 2014, , le Ministère des Affaires sociales et de la Santé publie un arrêté simplifiant la procédure de labellisation des centres d'éducation et créant un statut pour les chiens guide d'aveugle et les chiens d'assistance, même en cours d'apprentissage, attesté par un certificat national.

## Objectif

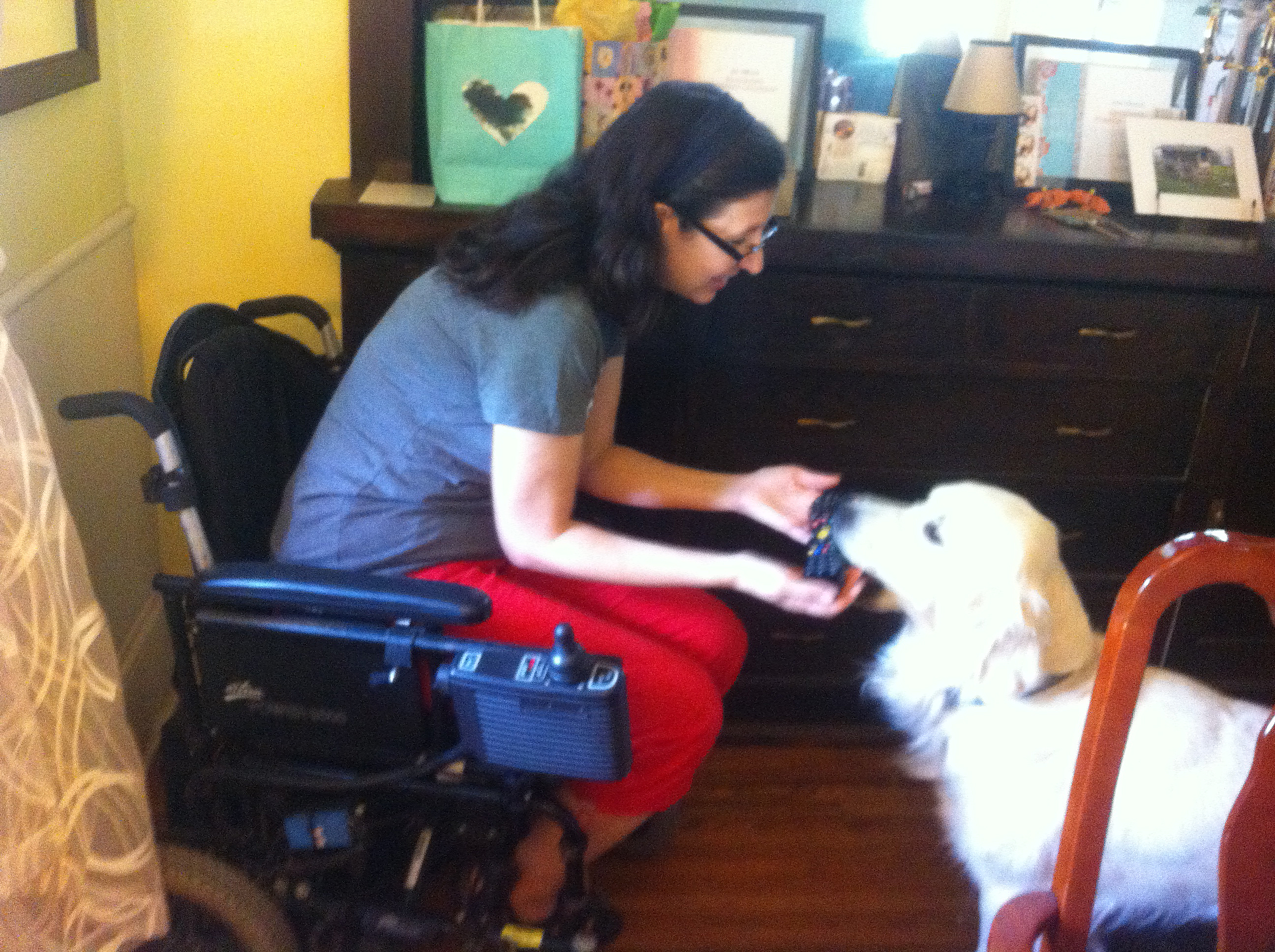
Ces chiens aident aux tâches quotidiennes.

Contrairement aux écoles de chiens guides d'aveugle, les chiens formés par l'association Handi'chiens ne sont pas destinés au guidage des personnes déficientes visuelles.

Ces chiens vont aider à l'exécution de tâches quotidiennes en intérieur comme à l'extérieur alors que les chiens guides d'aveugle permettent surtout à leur maître de se déplacer.
L'association forme quatre catégories de chiens :
- le chien d'assistance : il est confié à une personne souffrant d'un handicap moteur. Il va aider son bénéficiaire à accomplir les gestes du quotidien, en lui donnant ainsi plus de liberté et d’autonomie. Il va aussi faciliter la communication avec les personnes valides en « dédramatisant» le fauteuil.
- le chien d'éveil : pour des enfants souffrant de troubles autistiques[12],[13], de trisomie ou polyhandicapés[13],[12],[18]. Il va permettre de stimuler, éveiller, d’apaiser les angoisses.
- le chien d'accompagnement social : il est confié à des référents dans des établissements accueillant des enfants et des adultes handicapés, des personnes âgées dépendantes[19].  Il procure un effet calmant et sécurisant, incite à la motricité et permet de maintenir du lien social en stimulant la curiosité du patient.
- le chien d’assistance détecteur de crises d’épilepsie : il sent l’imminence d’une crise et prévient son maître. En cas de crise, il peut se coucher sur son maître pour le protéger et l'apaiser. Il peut aussi réaliser un certain nombre de tâches spontanées comme déclencher une alarme, apporter le téléphone, etc.

## Organisation
Cette section ne s'appuie pas, ou pas assez, sur des sources secondaires ou tertiaires indépendantes du sujet. Le texte peut contenir des analyses inexactes ou inédites de sources primaires.
Pour l'améliorer, ajoutez-en, ou placez des modèles {{Source secondaire souhaitée}} ou {{Source secondaire nécessaire}} sur les passages mal sourcés. (septembre 2022)

### Bénévoles
Majoritairement basé sur le bénévolat, cette ressource humaine est la plus importante de l'association. Elle regroupe plus de 500 personnes dans toute la France.

### Familles d'Accueil
Elles sont bénévoles et accueillent un chien durant environ seize mois pour le socialiser et le pré-éduquer[réf. à confirmer]. Elles sont encadrées, accompagnées et formées par des Délégués. Chaque délégué gère ainsi un groupe de "FA" (généralement entre trois et cinq familles) au sein d'une "Délégation régionale".

### Familles Relais
Elles sont bénévoles et accueillent un chien lors d'une courte période (un weekend, quelques jours, etc.). Elles sont formées et encadrées par un Délégué ou un Éducateur afin de savoir gérer, dans le quotidien, un futur chien d'assistance ou un chien déjà remis. Elles pourront ainsi aider une Famille d'Accueil, un Bénéficiaire ou même un centre d'éducation en hébergeant temporairement un chien. Contrairement aux Familles d'Accueil, les Familles Relais ne doivent pas faire travailler le chien pour lui apprendre de nouvelles commandes ou pour les améliorer.

### Délégués
Bénévoles également, ils sont spécialement formés à l'éducation des chiens d'assistance Handi'chiens. Ils ont pour rôle de sélectionner, d'encadrer et de former les Familles d'Accueil. Ils connaissent particulièrement bien les finalités attendues et les méthodes d'éducation à utiliser. Ils sont en contact régulier avec les Éducateurs dont ils dépendent.

### Éducateurs
Ils sont salariés de l'association et travaillent dans les centres d'éducation. Ils encadrent les Délégués régionaux et donc l'éducation des chiens. Ils sont parfois également Délégués eux-mêmes (bénévolement). Ils sont chargés de terminer l'éducation des chiens, de choisir leur catégorie et de les transmettre aux bénéficiaires.

## Parcours du chien

### Sélection des chiots

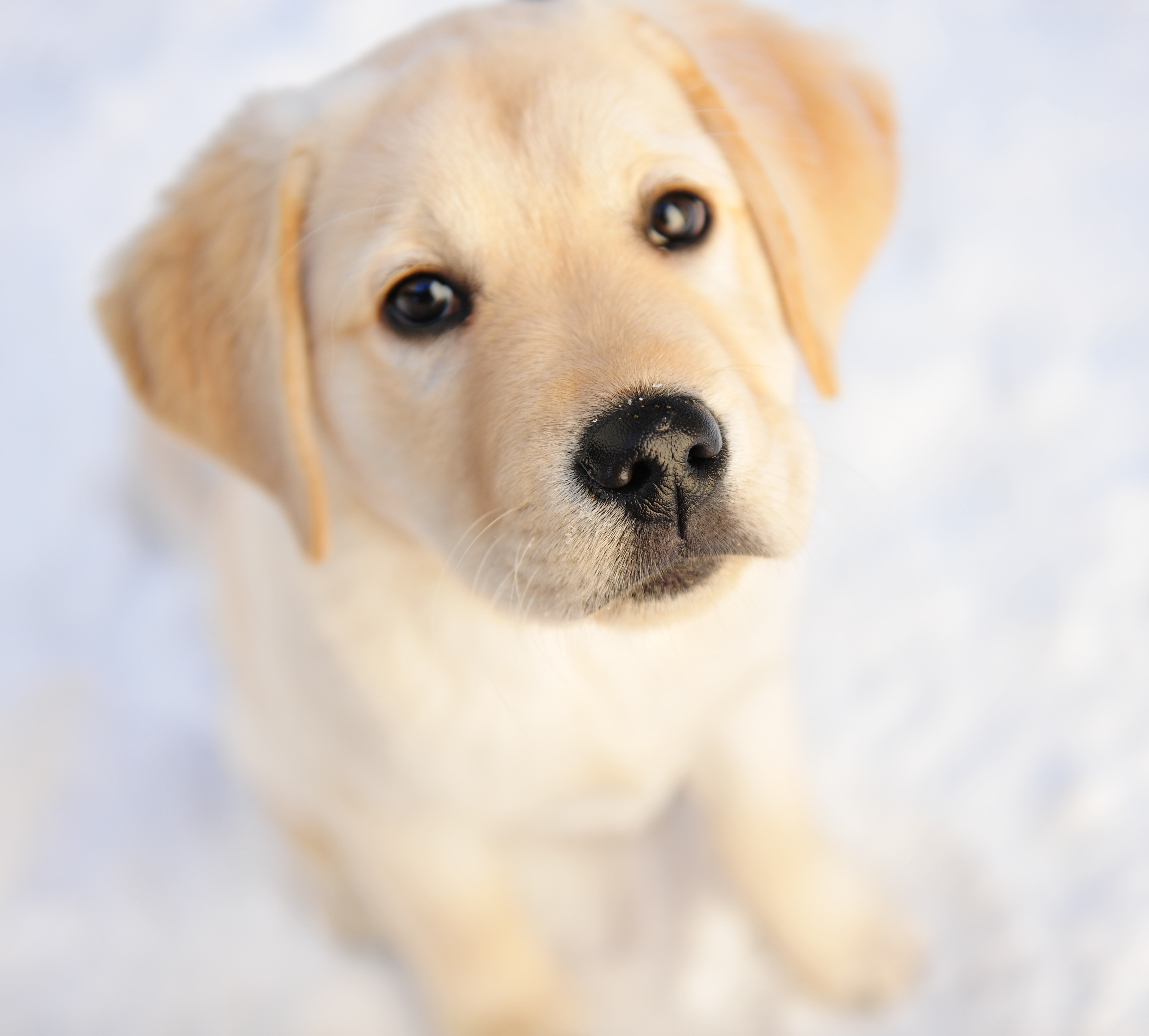
Sélection physique

Les chiens sont sélectionnés par les éducateurs selon :
- la qualité de leur pedigree, pour éviter au maximum des risques héréditaires telles que la dysplasie coxo-fémorale ou les tares oculaires,
- leur comportement afin qu'ils ne soient pas craintifs, trop indépendants, etc.

Les races privilégiées sont le labrador retriever et golden retriever,

### Formation du chien

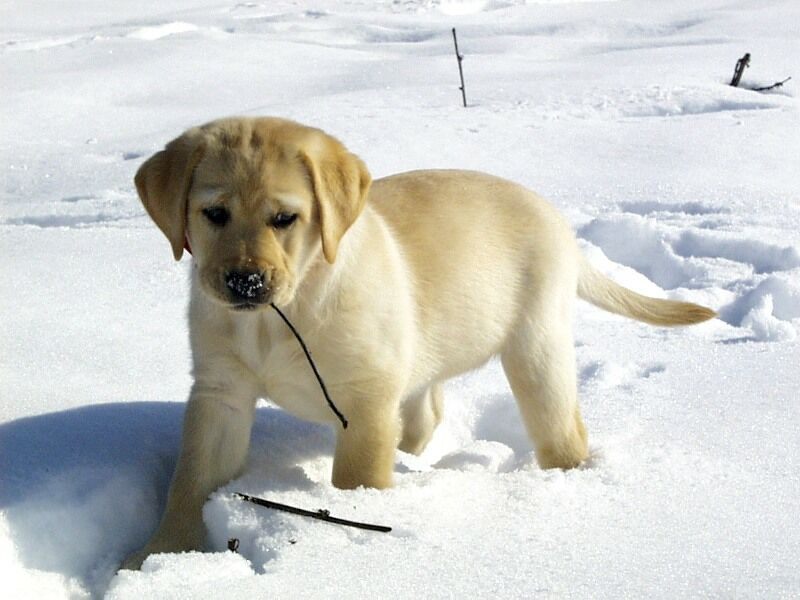
Orientation selon les aptitudes

L'éducation d'un chien d'assistance s'effectue sur deux ans

#### Accueil en famille
Dès l'âge de huit semaines, les chiots en provenance direct des élevages, sont placés en famille d'accueil. Ces familles, encadrées par un Délégué spécialement formé, auront pour rôle de la socialisation et la pré-éducation du chiot. La socialisation consiste à rendre le chien à l'aise dans toutes les situations de la vie courante. Il devra notamment pouvoir prendre les transports en commun, aller au restaurant, dans les magasins, au cinéma, etc. La pré-éducation consiste en l'apprentissage d'une vingtaine de commandes ou de techniques "de base" : assis, couché, aboiement sur commande, ouverture de porte, rapport d'objets, marche en laisse, etc.  Cette phase en famille d'accueil pour le chien dure jusqu'à ses 18 mois.

#### Formation en centre d'éducation
De 18 à 24 mois, les chiens intègrent un centre d'éducation. Les éducateurs se chargent de leur apprendre des commandes supplémentaires spécifiques à leur mission. Ils analysent également chaque chien pour déterminer à quel type de personne il pourra le mieux correspondre. Une fois sa formation terminée, un chien d'assistance Handi'chiens est capable de répondre à plus de 50 commandes différentes pour réaliser différentes tâches : ouvrir ou fermer une porte, ramasser et rapporter des objets sans les abîmer, allumer la lumière, décrocher le téléphone, alerter en aboyant, etc.

### Le stage de passation
Quand les éducateurs jugent que le chien est prêt à être remis (généralement à ses 24 mois), ce dernier est présenté à un stage d'adaptation et de transmission. Les chiens y sont attribués à leur bénéficiaire selon la complicité détectée durant les premiers jours. Le bénéficiaire y apprendra les différents ordres qu'il peut donner au chien mais aussi la manière de bien s'en occuper.

### La vie auprès du bénéficiaire
Le chien remis à un bénéficiaire reste la propriété de l'association. Un suivi est ainsi assuré et il est possible de vérifier que les acquis sont bien utilisés et que le chien répond bien aux besoins tant sur le plan du comportement que sur le plan affectif. Les conditions de vie des chiens sont également évaluées et surveillées.

### La retraite
Les chiens sont en exercice durant environ huit ans. Dès que le chien rencontrent des difficultés à remplir ses fonctions et afin de respecter son âge, il est mis en retraite. Il termine généralement ses jours en compagnie de son bénéficiaire. Cela n'est cependant pas toujours possible (pour certaines personnes très dépendantes par exemple, ou lorsque le chien a de gros problèmes de santé), et le chien est alors adopté par une famille.

### Les réformes
Certains chiens (25 à 30% des sujets sélectionnés) ne vont pas au bout du programme et ne deviennent ainsi jamais des chiens d'assistance. Les raisons peuvent être nombreuses : problèmes de santé comme des allergies, des dysplasies, des boiteries, etc. et plus rarement des problèmes comportementaux comme des peurs excessives, une énergie trop débordante et difficile à canaliser, etc. Les chiens réformés sont proposés à l'adoption et sortent ainsi du programme en rejoignant un foyer où ils deviendront un chien de famille.

## Aspect financiers
La formation d'un chien d'assistance Handi'Chiens revient à environ 15 000 €. Le chien est cependant remis gratuitement à son bénéficiaire.
Ce montant regroupe l'achat du chiot, son entretien (nourriture, vermifuge, antiparasitaire, soins vétérinaires, etc.) durant sa formation, les frais de fonctionnement des centres d'éducation et du siège, ainsi que les rémunérations des salariés de l'association (éducateurs, responsables, etc.).
Le financement de l'association est assuré par la générosité et la solidarité du public (au travers de dons ou de legs), des Fondations, des Entreprises, des Clubs Service et des collectivités locales et territoriales.

## Partenaires et soutiens
Dans l'ensemble de la France, l'association compte de nombreux soutiens qui, chaque année, renouvellent leurs efforts pour faire connaître son activité, l'aider à trouver des familles d'accueil pour ses jeunes chiens ainsi que des fonds.

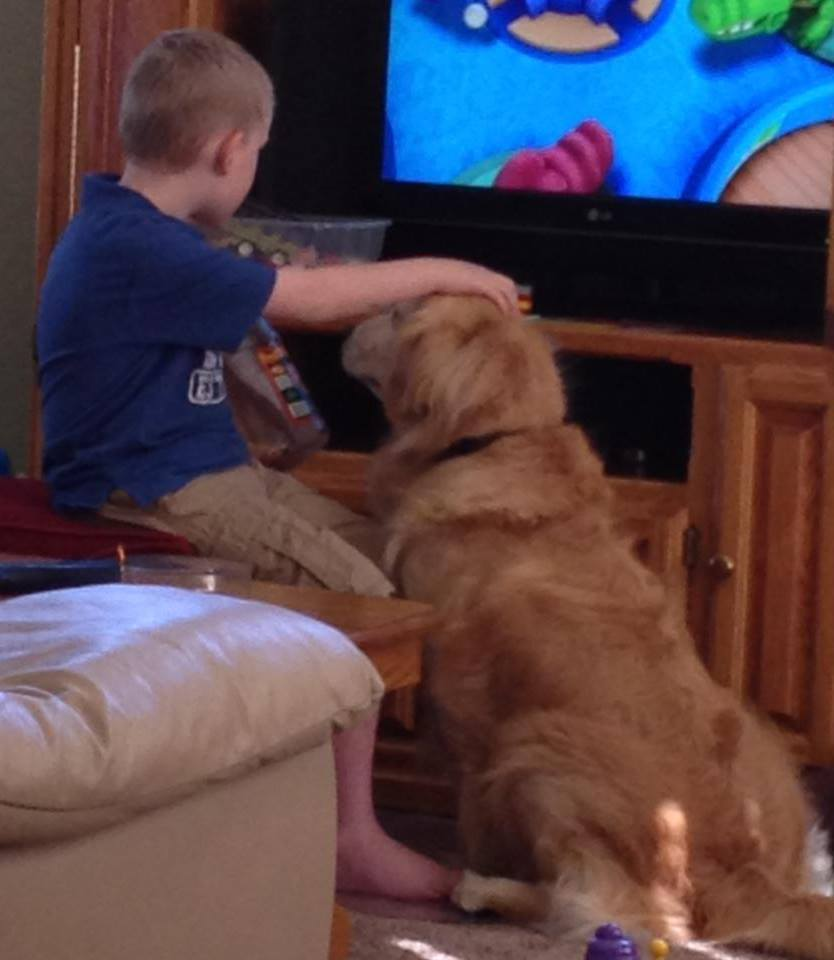
Un chien d'éveil.

### APF, MDPH et Fondation30 millionsd'amis
L'association des paralysés de France (APF) soutient activement l'action d'Handi'chiens par le biais de conférences conjointes, collectes de fonds et parrainages de jeunes chiens. Dans sa foulée les Maisons départementale des personnes handicapées (abrégé en MDPH), ont ouvert à leur tour leur porte à l'association qui a pu ainsi présenter au grand public son activité,.

### Monde de l'enseignement
Au fil du temps le monde de l'enseignement est devenu un des grands partenaires de l'association et ce à tous ses échelons. De l'enseignement supérieur jusqu'aux écoles primaires, une chaîne continue de solidarité s'est tissée, rivalisant d'initiatives et d'imagination pour lui apporter aide et soutien.

#### L'enseignement supérieur
Ainsi les écoles vétérinaires d'Alfort, de Toulouse, de Lyon, de Nantes offrent à l'association leurs compétences ainsi que des familles d'accueil.
L'ESSEC a établi un partenariat avec elle, à l'instar d'une grande entreprise. Ses élèves mettent à son service leur énergie et savoir-faire afin de l'aider à collecter des dons et trouver des familles d'accueil[source insuffisante].
Diverses universités comme l'université de Cergy-Pontoise, l'université de la Sorbonne  ouvrent leur porte et se font relais de leurs besoins[source insuffisante].
Quant aux IUT de Nancy et Caen, ils ont établi eux aussi un partenariat avec l'association.

#### Enseignement primaire et secondaire
Au sein des lycées comme des collèges et des écoles primaires, des initiatives de soutien se mettent place encadrées par les enseignants et en collaboration avec différentes associations de parents d'élèves .

### La Poste
Dans la Sarthe , La Poste a proposé à la vente des « Prêt-à-poster » en faveur de Handi'chiens. Devant son succès, l'initiative a ensuite été étendue à tous les bureaux de poste de la Mayenne et du Maine-et-Loire

### Lions Clubs et Rotary International
Partenaire depuis plus d'une décennie du Lions Clubs, ses membres - comme ceux du Rotary club - s'impliquent de diverses manières en faveur de l'association afin de collecter des fonds pour ses activités,,.

### Le monde artistique
Le 30 mars 2009, Laurent Baffie a organisé une vente aux enchères d'objets de stars en faveur des associations Handi'chiens, La chaîne de l'espoir et les services hospitaliers pour enfants malades permettant de récolter 113 500 euros.

### Lauréate de prix
L'association se voit aussi gratifier d'aide ponctuelle et de prix. En 2011 Le Club sociétaire initiatives passions de la Banque populaire du Nord lui décerne leur prix, en 2013 ce sera le tour de la Banque populaire de l'Ouest de lui octroyer le « Prix Régional Initiatives Sociétaires.  Toujours en 2013 elle remporte le « prix de la Solidarité Reader's Digest-France Bleu-Fondation du Crédit mutuel.